# Helanthium tenellum
Espèce
Statut de conservation UICN

 LC  : Préoccupation mineure
Helanthium tenellum est une plante aquatique tropicale de la famille des Alismataceae, également appelée Echinodorus tenellus. 

## Distribution
Helanthium tenellum est présente dans toute la partie orientale des États-Unis (du Texas à la Floride et du Michigan au Massachusetts), dans le sud du Mexique, en Amérique centrale, dans les Grandes Antilles et dans la partie orientale de l'Amérique du Sud (du Guyana à l'Argentine).

## Protection et menaces
L'espèce est considérée en danger dans les états américains du Connecticut, de l'Illinois, de l'Indiana, du Kentucky, et du Michigan
.